# 垣外
垣外（かいと）とは、垣の外や、屋敷・村落の囲いの外を意味する語。この語は、近世の大坂では乞食の意味でも使われ、転じて、江戸時代の大坂の4箇所（天王寺、鳶田、道頓堀、天満）に存在した非人村も垣外と呼ばれた。関西地方の被差別民の大半は穢多系であったため、これらは特異な存在であり、歴史研究の大きなテーマになっている。このうち、天王寺のものだけが中世に成立したもので、それ以外は江戸時代になってから成立した事が分かっている。